# Oreochromis leucostictus
 Oreochromis leucostictus és una espècie de peix de la família dels cíclids i de l'ordre dels perciformes.

## Morfologia
Els mascles poden assolir els 36,3 cm de longitud total.

## Distribució geogràfica
Es troba a Àfrica: Llacs Edward, George i Albert. Introduït al llac Victòria.